# Hans-Günter Brodmann
Hans-Günter Brodmann (* 22. September 1955 in Schönwald / Fichtelgebirge) ist ein deutscher Schlagzeuger des Jazz und der zeitgenössischen Kammermusik. Seit 1997 arbeitet Brodmann auch als Videokünstler und Filmemacher.

## Leben

### Musikalisches Wirken
Brodmann studierte von 1978 bis 1984 klassisches Schlagzeug bei Hermann Schwander am Meistersinger-Konservatorium Nürnberg, der späteren Hochschule für Musik Nürnberg. Ab 1987 unterrichtet er dort als Dozent für Drumset und ist Initiator sowie 1991 Mitbegründer der Jazzabteilung. 2012 wurde Hans-Günter Brodmann Professor für Jazz-Drums an der Nürnberger Musikhochschule. Unter anderem studierten bei ihm die Schlagzeuger Max Breu, Jan F. Brill, Ali Broumand, Roland Duckarm, Horst Faigle, Julian Fau, Florian Fischer, Andreas Gandela, Tilman Herpichböhm, Christoph Huber, Johannes Koch, Dominik Raab, Matthias Rosenbauer, Stefan Seegel, Oliver Steidle, Radek Szarek, Daniel Treimer. 2022 ging Brodmann in den Ruhestand; sein Nachfolger ist Moritz Baumgärtner.
Hans-Günter Brodmann ist Gründungsmitglied des Percussionquartetts CABAZA, mit dem er fünf Alben bei classic production osnabrück veröffentlichte und Konzertreisen nach Ungarn, Österreich, Polen und Japan unternahm sowie u. a. beim Schleswig-Holstein Musik Festival oder bei Musica Viva auftrat.
1987 erschien sein Trommelquartett für 6 Tom-Toms und Bass-Drum, Greetings to Hermann, beim Musikverlag Zimmermann.
Brodmann spielte und tourte mit Jazzmusikern wie Chris Speed, Frank Möbus, Rudi Mahall, Johannes Fink, Helmut Kagerer, Johannes Bilich, Julian Bossert, Alex Bayer, Pierre Favre, Yogo Pausch, Joe Fonda, Herb Geller, Norbert Nagel, Jeanne Carroll († 2011), Jürgen Seefelder, Roberto di Gioia, Henning Sieverts oder Ted Piltzecker. Er hatte Auftritte u. a. beim Festival Jazz Ost-West, den Ingolstädter Jazztagen, und beim Kuwait Jazz Festival.
Daneben war er an Konzerten und Produktionen mit Sinfonieorchestern und Kammermusikensembles beteiligt wie z. B. Pannon Philharmonic Orchestra Pécs, Philharmonie Neubrandenburg, Nürnberger Symphoniker, mit dem KlangKonzepteEnsemble der Neuen Pegnitzschäfer und der Pocket Opera Company. Auch war er als Theatermusiker, Komponist und Videokünstler am Meininger Staatstheater, am Residenztheater (München) und am Stadttheater Fürth tätig.

### Filmisches Wirken
Hans-Günter Brodmanns erste Videoarbeit mit dem Titel „Wenn alle Sinne beben“ entstand 1997 – eine Video-Live-Music-Performance mit raffiniert "eingespielten" Gerüchen, verteilten Süßigkeiten zum Naschen und Live-Musik. Es folgten weitere Video-Projekte mit Live-Musik wie „gebenedeit“ und „elevent“ sowie Auftragsarbeiten für VAG Nürnberg, N-ERGIE, adidas, Weingut Wittmann, NUREG, K&U die Weinhalle, Friedrich-Alexander-Universität Erlangen-Nürnberg, Germanisches Nationalmuseum, Keen USA, Shindaiwa USA.
2002 drehte Brodmann im Volksbad Nürnberg seinen 70-minütigen Film „Die Kachelzählerin“ mit Co-Regisseur Veit Güssow und der Schauspielerin Marina Schütz und wurde 2003 bei der Blauen Nacht uraufgeführt. Die Filmmusik entstand gemeinsam mit dem Komponisten Frank Möbus.
Der 2001 gedrehte 60-minütige Dokumentarfilm „Frau Wesemann“ über einen Tante Emma Laden in der Nürnberger Südstadt feierte 2019 Premiere im Nürnberger Filmkunsttheater Casablanca.
Der 90-minütige Musik-Film „Der bezaubernde Reiz der Zwischenräume“ hatte am 3. November 2024 Premiere im Nürnberger Casablanca Filmkunsttheater. Brodmann hat aus 35 seiner Filmprojekte ein Experimentalfilmwerk geschaffen. Es treten auf: die Schauspielerin Marina Schütz und der Musikerkollege Yogo Pausch, aber auch die Flammen eines Gasherdes, Gewichtheber, oder die illuminierte Basilika in Waldsassen… Dazu gibt es Kompositionen des Filmemachers selbst.
Daneben entstanden zahlreiche Videoclips, veröffentlicht auf YouTube.
Brodmanns Filmarbeiten erscheinen unter dem Label "breadman music & video production".

## Preise und Auszeichnungen
Brodmann erhielt 1992 den Kulturförderpreis der Stadt Nürnberg und 1995 den Wolfram-von-Eschenbach-Preis (Kulturpreis des Bezirks Mittelfranken) mit dem Percussionquartett CABAZA.

## Diskografie (Auswahl)
- Klaus Treuheit Trio Nardis[2]
- Brodmann / Pausch Percussion Duo "2-3-4"
- CABAZA Percussion Quartet
- Brodmann / Pausch Percussion Duo „Are you serious?“ Jazz4Ever Records
- CABAZA Vol.2
- CABAZA „La Caccia“
- Hans-Günter Brodmann „Musica Sacra - Percussion Fantasies“
- Michael Zeller „Mein schöner Ort“
- CABAZA „In the Eye of the Storm“
- Annie Gosfield Flying Sparks and Heavy Machinery Tzadik
- Myriam Marbe Myriam Marbe
- CABAZA / Michael Ranta Yüen Shan

## Lexikalische Einträge
- Werner Kraus: Jazz in Bayern ConBrio Verlag, Band 2, ISBN 3-932581-27-X.